# Balaguer
Pour les articles homonymes, voir Balaguer (homonymie).
Balaguer est une commune de la comarque de la Noguera dans la province de Lérida en Catalogne (Espagne). C'est le chef-lieu de la comarque et du district judiciaire de Balaguer.

## Géographie
Commune située sur le Sègre, sa population était en 2009 de 16 779 habitants, ce qui en fait la troisième ville de la province après Lérida (située à 25 km) et Tàrrega.

## Histoire
La ville fut reconquise sur le Maures par Armengol VI d'Urgell en 1106. Il en fit sa nouvelle capitale.
Elle possédait un pont gothique (le pont de Sant Miquel) détruit pendant la Guerre d'Espagne, lors de la bataille de "Cap de Pont" en 1938. C'est à partir de ce pont que les forces franquistes sont entrées en Catalogne. Il fut reconstruit après la guerre.
La ville historique se trouve sur la rive droite du Sègre, l'extension actuelle s'est en revanche développée sur la rive gauche.

## Lieux et monuments
- L'église Sainte-Marie, édifice gothique du XIVe siècle construite pour Pierre IV d'Aragon, intégrée aux remparts.
- Le château des comtes d'Urgell.

## Personnalités
- Hicham III (975-1036), dernier calife omeyyade de Cordoue y est mort.
- Pierre IV d'Aragon, né dans la ville en 1319.
- Joan Baptista Pla (1720-1773) compositeur et hautboïste classique catalan, y est né.
- Teresa Pàmies (1919-2012), écrivaine, y est née[1].
- Jaume Rotés Querol (1921-2008), médecin.
- Roberto Martinez (1973-), joueur et entraîneur de football.
- Christian Mencía (1997-), coureur cycliste.